# Outlaw (comics)
Pour les articles homonymes, voir Outlaw.
Outlaw est une super-héroïne créée par Marvel Comics, apparue pour la première fois dans Deadpool #65.

## Origine
La texane Inez Temple, jeune mutante, s'inspira du héros Outlaw Kid (en) pour devenir une pistolero. On la surnomma Crazy Inez, ou Inez la Folle.
Elle se fit mercenaire et rencontra par la suite Deadpool.
Elle devint ensuite coach personnel de l'Agent X (en), grâce au Taskmaster. Elle nota que Alex Hayden ne pouvait être Deadpool car il était beaucoup plus doué en tir. Elle eut une relation amoureuse avec le mercenaire amnésique et l'aida même à fonder son Agence X.
On l'a revue ensuite chercher refuge chez les X-men, dans le camp des 198 (en).
Plus tard, elle fut capturée par T-Ray (en), l'ennemi juré de Deadpool. Ce dernier décapita le colosse et sauva la jeune femme. Elle retourna vivre avec l'Agent X, devenu obèse à la suite d'une expérience génétique, mais le quitta rapidement.

## Pouvoirs
- Inez possède une peau beaucoup plus résistante que la normale. Même si elle est percée ou déchirée, elle cicatrisera très vite.
- Les muscles d'Inez lui octroient une force surhumaine.
- Outlaw est une tireuse d'élite, spécialisée dans les armes de poing. Elle garde toujours deux colts sur elle et sait aussi se servir d'un lasso.